# Woiwodschap West-Pommeren
De woiwodschap West-Pommeren (Pools: województwo zachodniopomorskie, uitspraak: [vɔjɛˈvut͡stfɔ zaˈxɔdɲɔ pɔˈmɔrskʲɛ], ong. vojevoetstfo zachodnjopommorskië) is een woiwodschap in Polen, gelegen aan de Oostzee. De hoofdstad is Szczecin (Stettin).
Het omvat geheel Achter-Pommeren en een klein deel van Voor-Pommeren (een stukje ten westen van de Oder, inclusief een deel van het eiland Uznam of Usedom). In het zuidoosten van de woiwodschap is het Pommers Merenplateau.

## Historie
Het gehele gebied van de woiwodschap West-Pommeren maakte tot 1945 deel uit van Duitsland. Na 1945 werd Duitse bevolking verdreven waarbij veel slachtoffers vielen. In hun plaats kwamen Polen die door de Russen naar het westen werden gezonden. Na het einde van de Volksrepubliek Polen in 1989 zijn de betrekkingen met Duitsland verbeterd.

## Bevolking
West-Pommeren telt 1.708.174 inwoners op 31 december 2016. Daarvan wonen er 1,17 miljoen in steden en ruim 538 duizend op het platteland. In het jaar 2016 werden er 15688 kinderen geboren, terwijl er 17047 mensen stierven. Het geboortecijfer is lager dan het Poolse gemiddelde en bedraagt 9,2‰. Het sterftecijfer bedraagt 10,0‰. Net als elders in Polen is ook het geboortecijfer in West-Pommeren hoger op het platteland (9,9‰) dan in de steden (8,8‰). Het sterftecijfer is daarentegen een stuk hoger in stedelijke gebieden (10,3‰) vergeleken op het platteland (9,3‰). De natuurlijke bevolkingsgroei is negatief en bedraagt -0,8‰: -1,4‰ in steden en +0,6‰ op het platteland.

## Kerngegevens

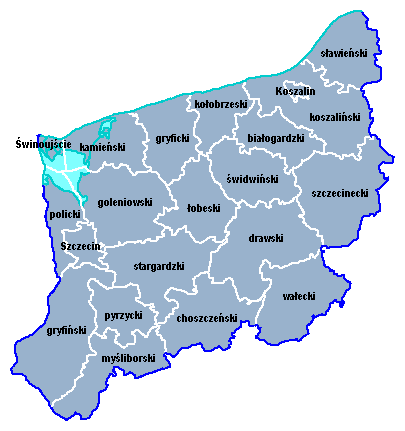
Powiats in West-Pommeren

- Landbouwgronden: 1.122.149 ha
- Bevolkingsdichtheid: 74/km²
- Dorpen: 3173
- Gemeenten: 114
- Steden: 62
- Regio's: 18
- Wegendichtheid: 56,8 km/100 km²

Gegevens 2007

## Grootste steden
(steden met meer dan 20.000 inwoners in 2007)
1. Szczecin (Stettin)– 407.811 (300,83 km²)
2. Koszalin (Köslin)– 107 376 (83 km²)
3. Stargard Szczeciński (Stargard in Pommern)– 70.217 (48,10 km²)
4. Kołobrzeg (Kolberg)– 44.889 (25,67 km²)
5. Świnoujście (Swinemünde)– 40.871 (197,23 km²)
6. Szczecinek (Neustettin)– 38 488 (37,17 km²)
7. Police (Pölitz)– 34.161 (36,84 km²)
8. Wałcz (Deutsch Krone)– 26.094 (38,16 km²)
9. Białogard (Belgard a.d. Persante)– 24.407 (25,72 km²)
10. Goleniów (Gollnow)– 22.440 (11,74 km²)
11. Gryfino (Greifenhagen)– 21.177 (9,58 km²)